# Cavellia anguicula
Cavellia anguicula är en snäckart som först beskrevs av Reeve 1852.  Cavellia anguicula ingår i släktet Cavellia och familjen Charopidae. Inga underarter finns listade i Catalogue of Life.